# Alpi Giulie
Le Alpi Giulie (in sloveno Julijske Alpe, in tedesco Julische Alpen, in friulano Alps Juliis, in latino Alpes Iuliæ) sono una sottosezione delle Alpi e Prealpi Giulie (Alpi Sud-orientali), poste ad est delle Alpi Carniche e ad ovest delle Alpi Dinariche, costituendo la porzione terminale orientale dello spartiacque alpino italiano ovvero della catena principale alpina, interessando le Alpi italiane orientali e quelle slovene, a cavallo del confine italo-sloveno: sul lato italiano il territorio è compreso nel Canal del Ferro e nella Val Canale, mentre sul lato sloveno rientrano nel territorio del Parco nazionale del Tricorno.

## Descrizione

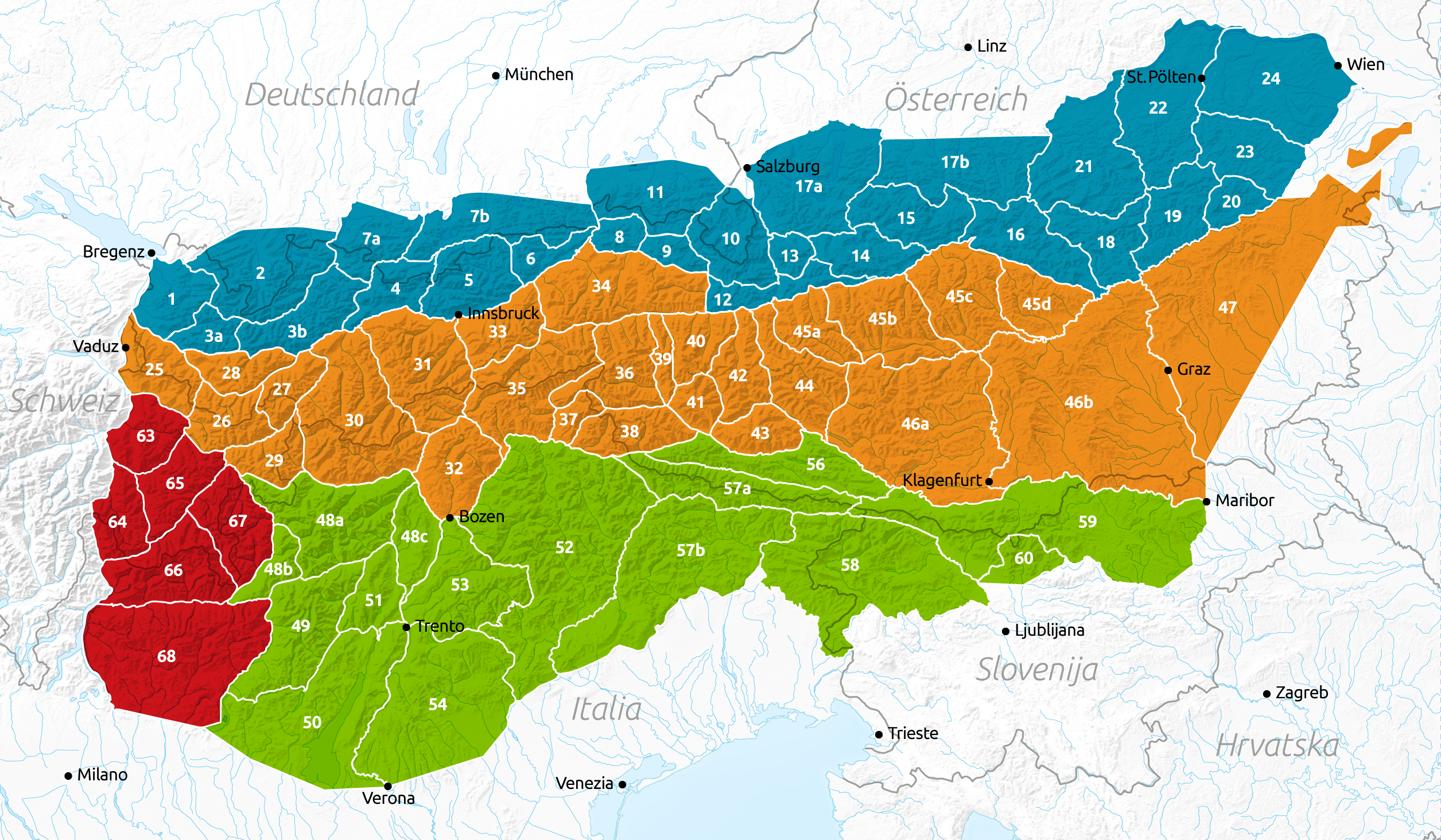
Le Alpi Giulie secondo l'AVE sono individuate dal numero 58.

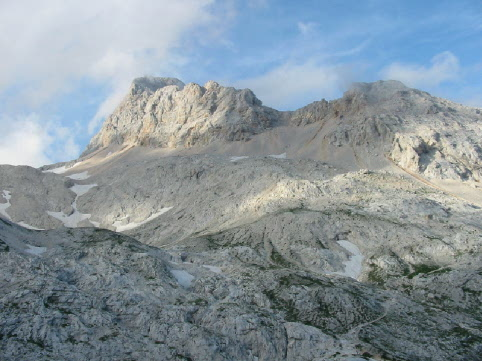
Le ripide pareti rocciose del Monte Tricorno

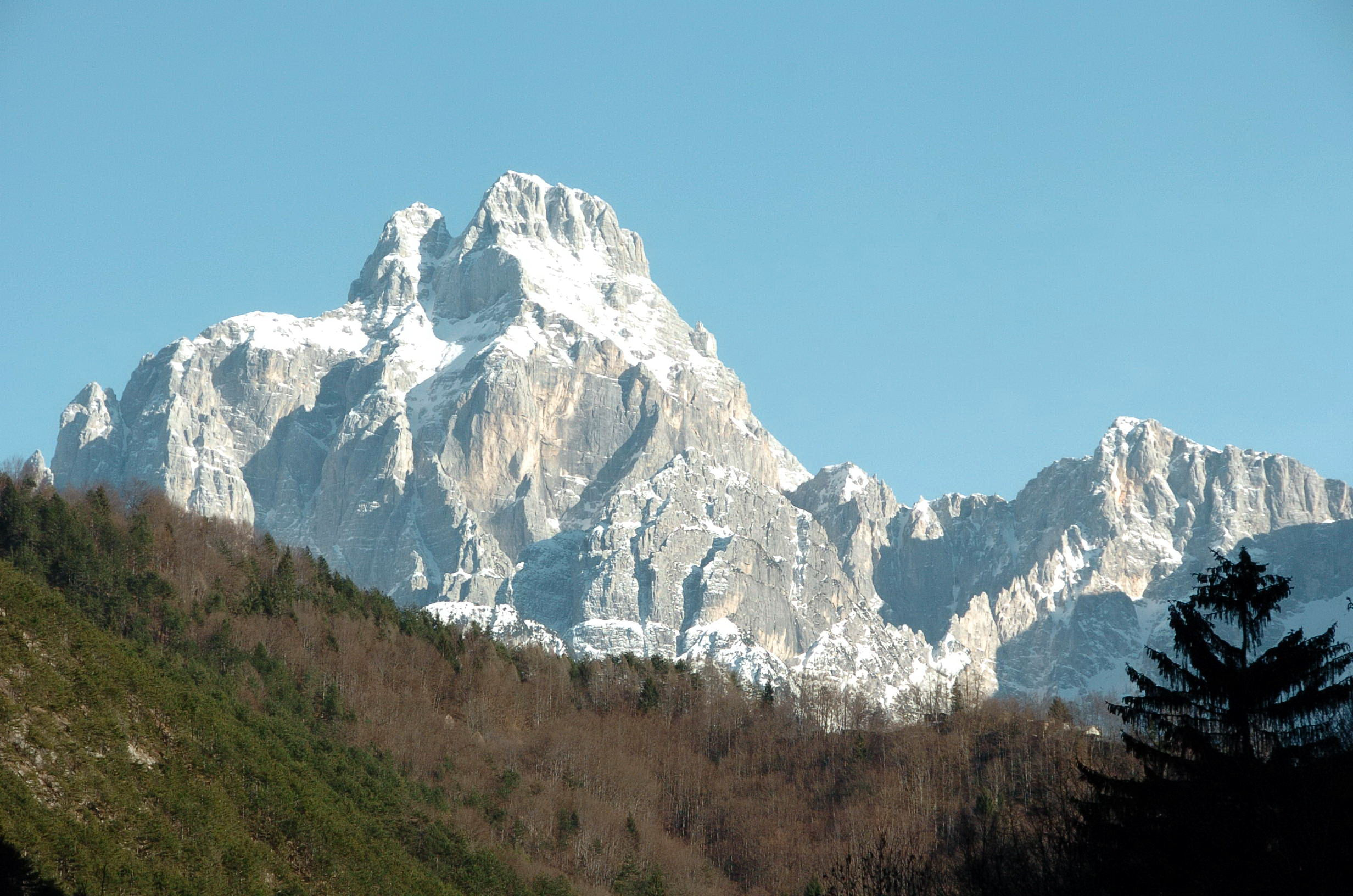
Lo Jôf di Montasio

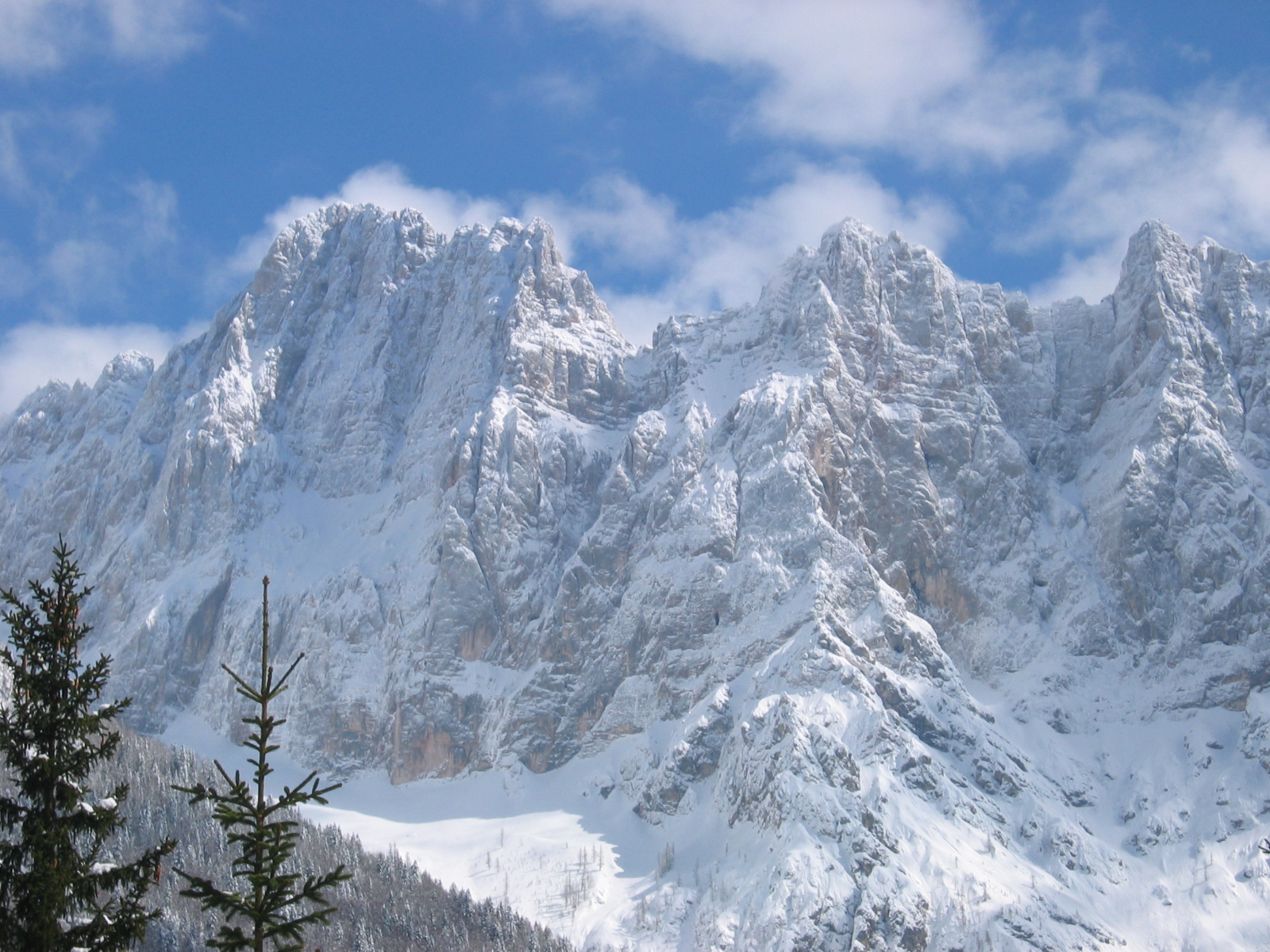
Il monte Škrlatica.

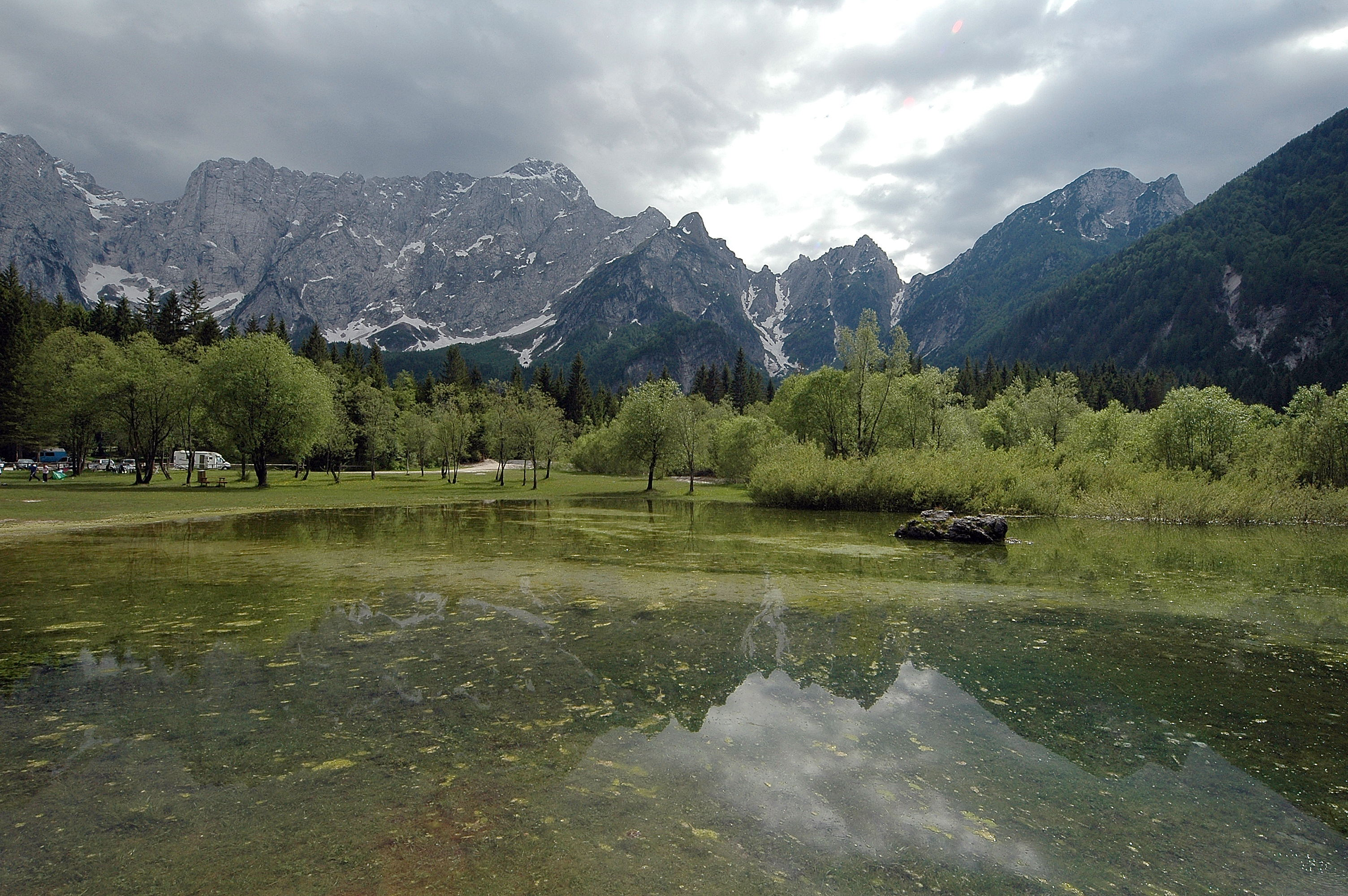
Il monte Mangart e i laghi di Fusine

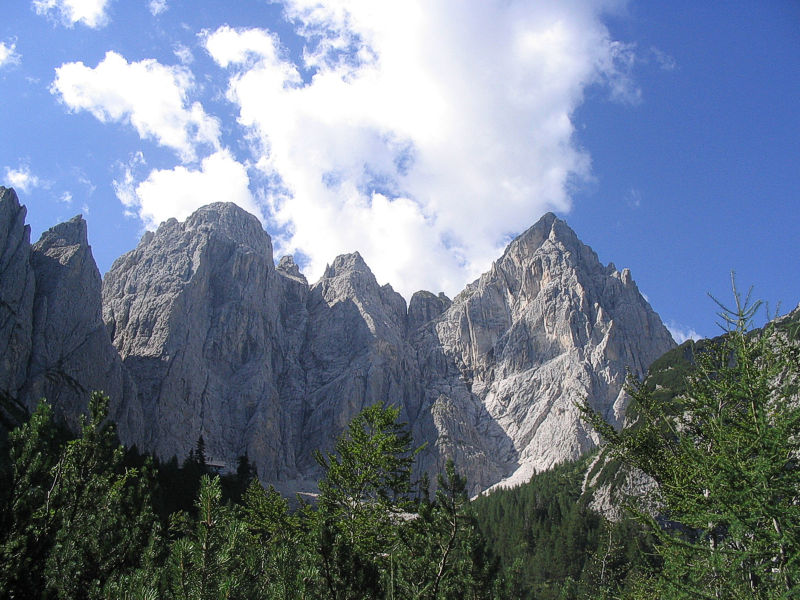
Lo Jôf Fuârt

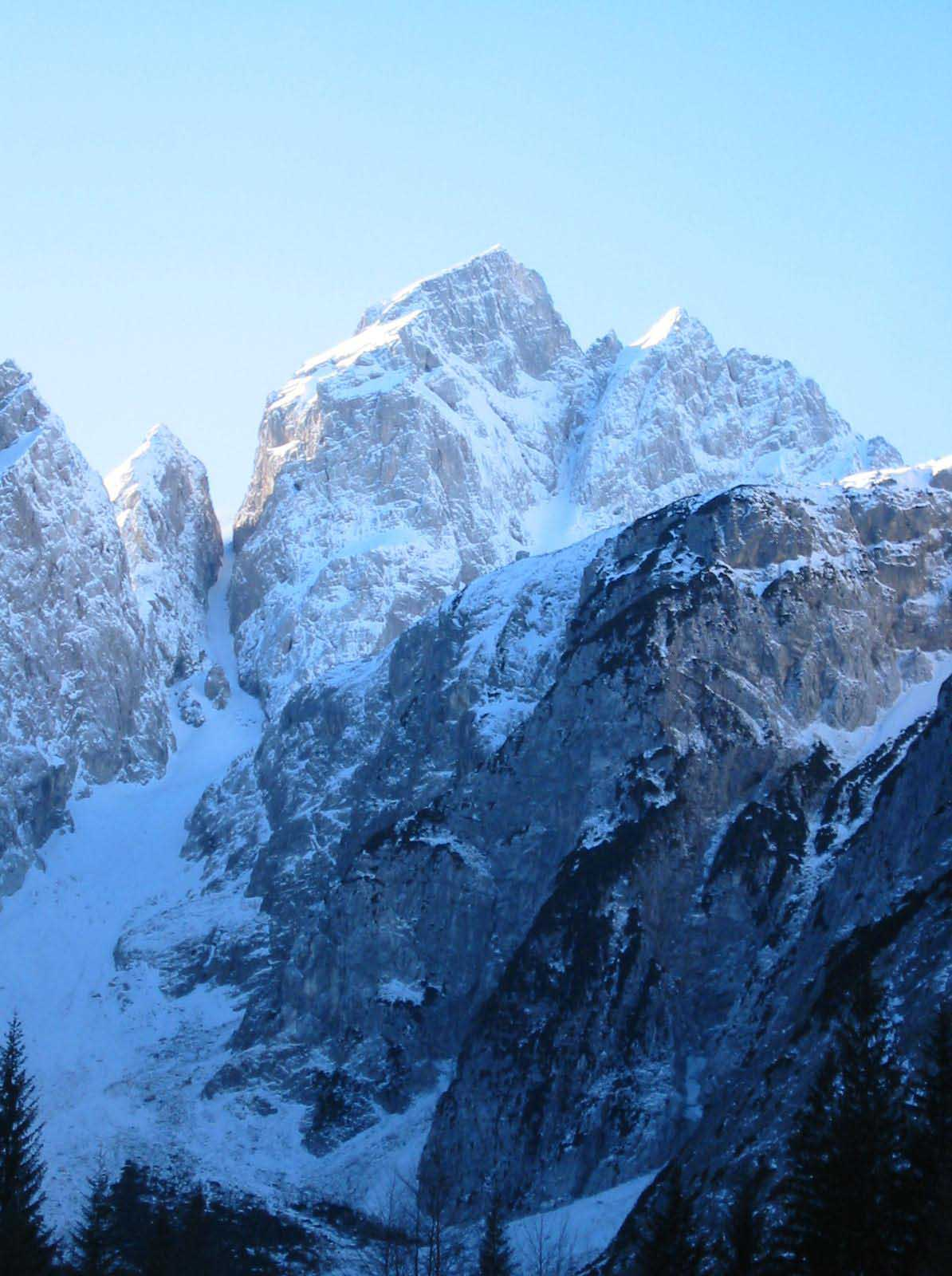
Il Monte Jalovec

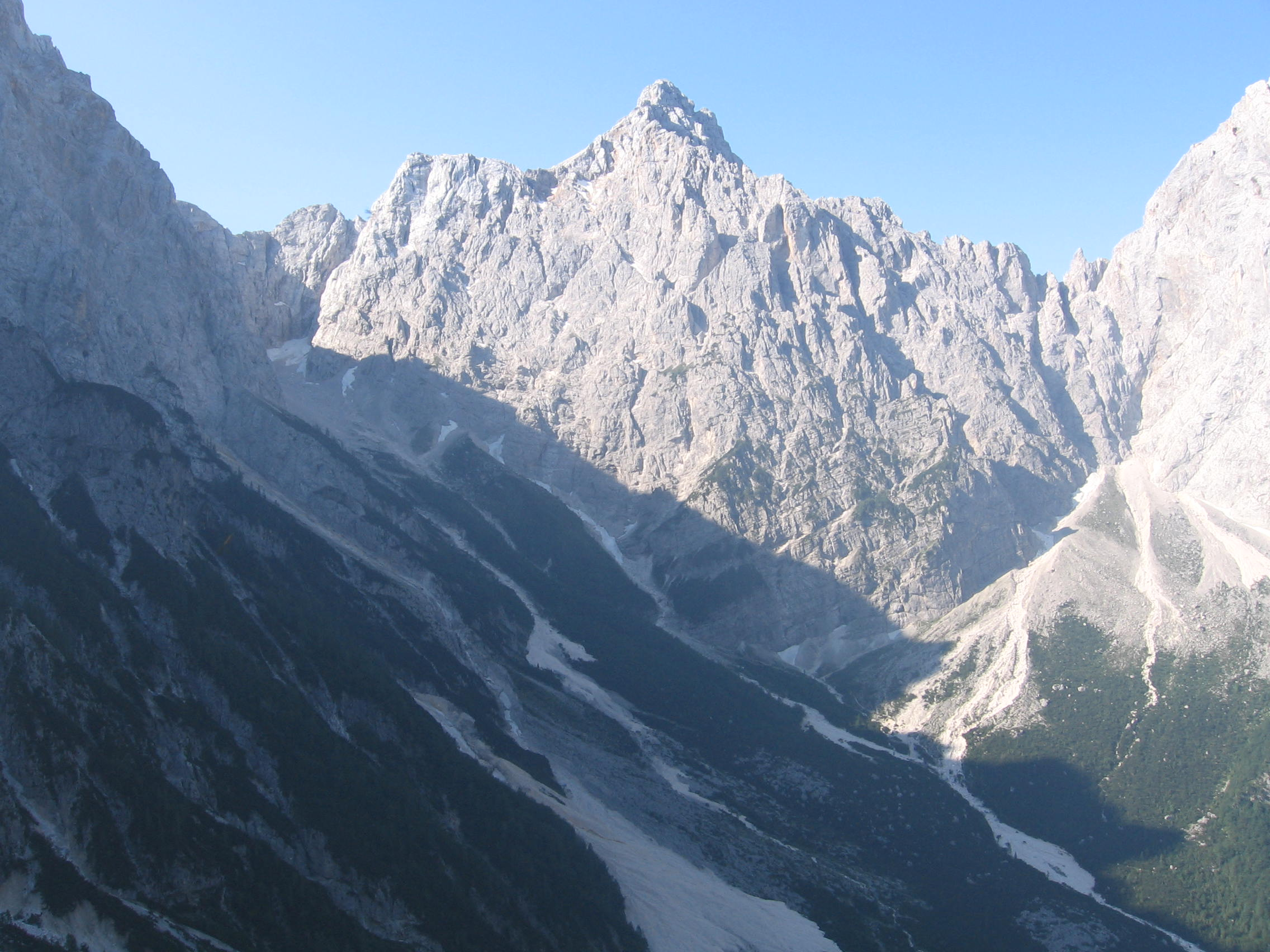
Monte Razor

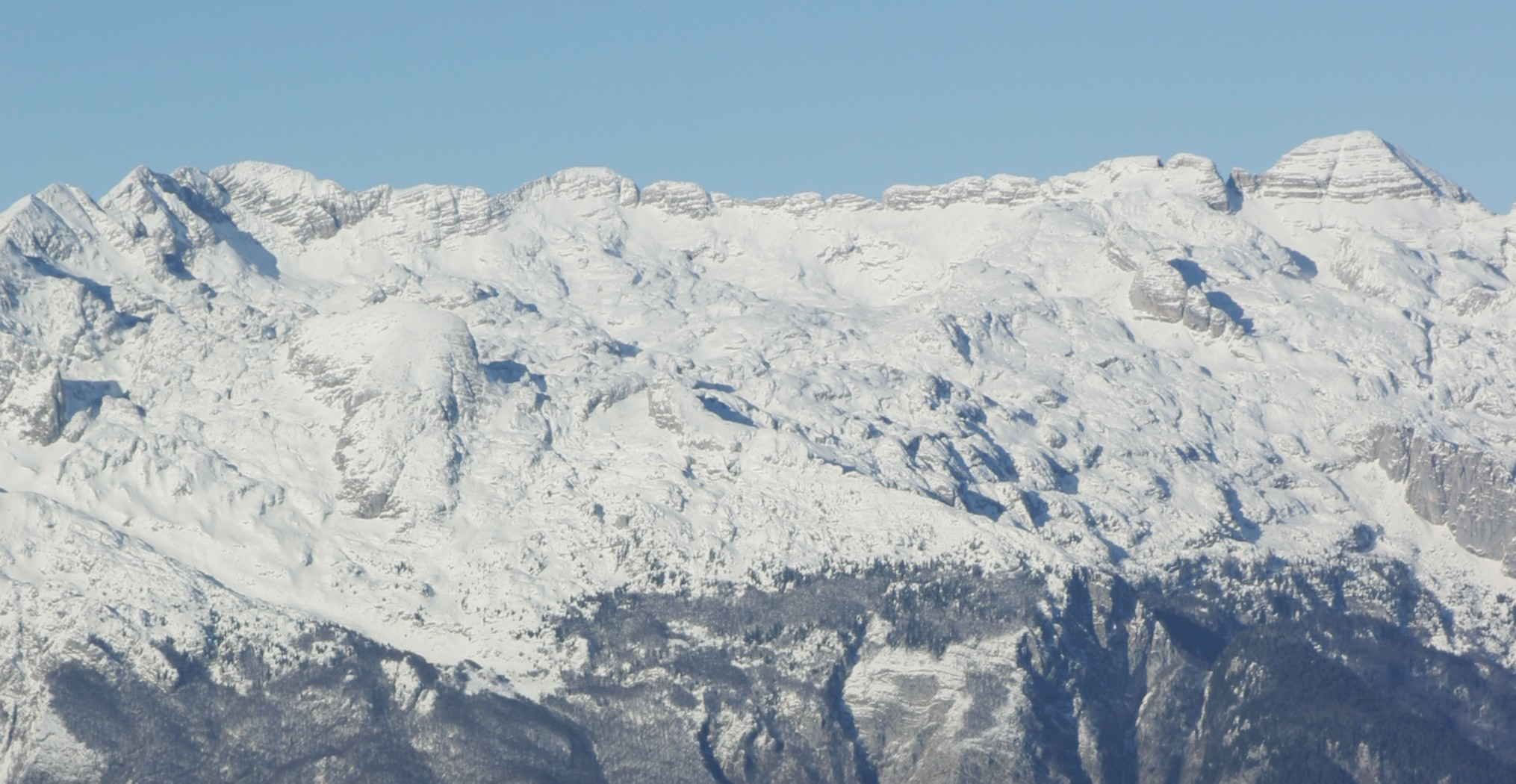
Monte Canin

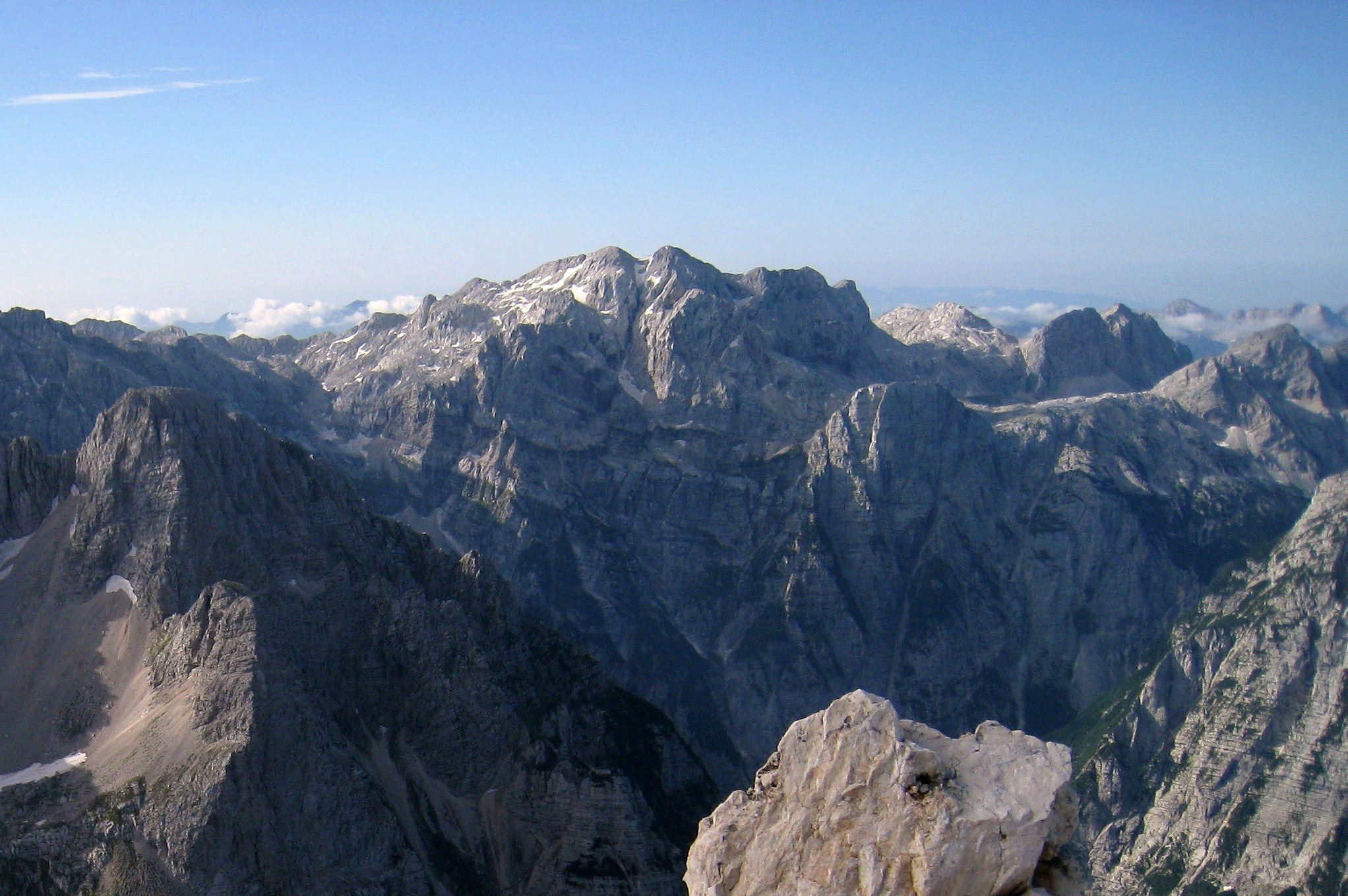
Kanjavec

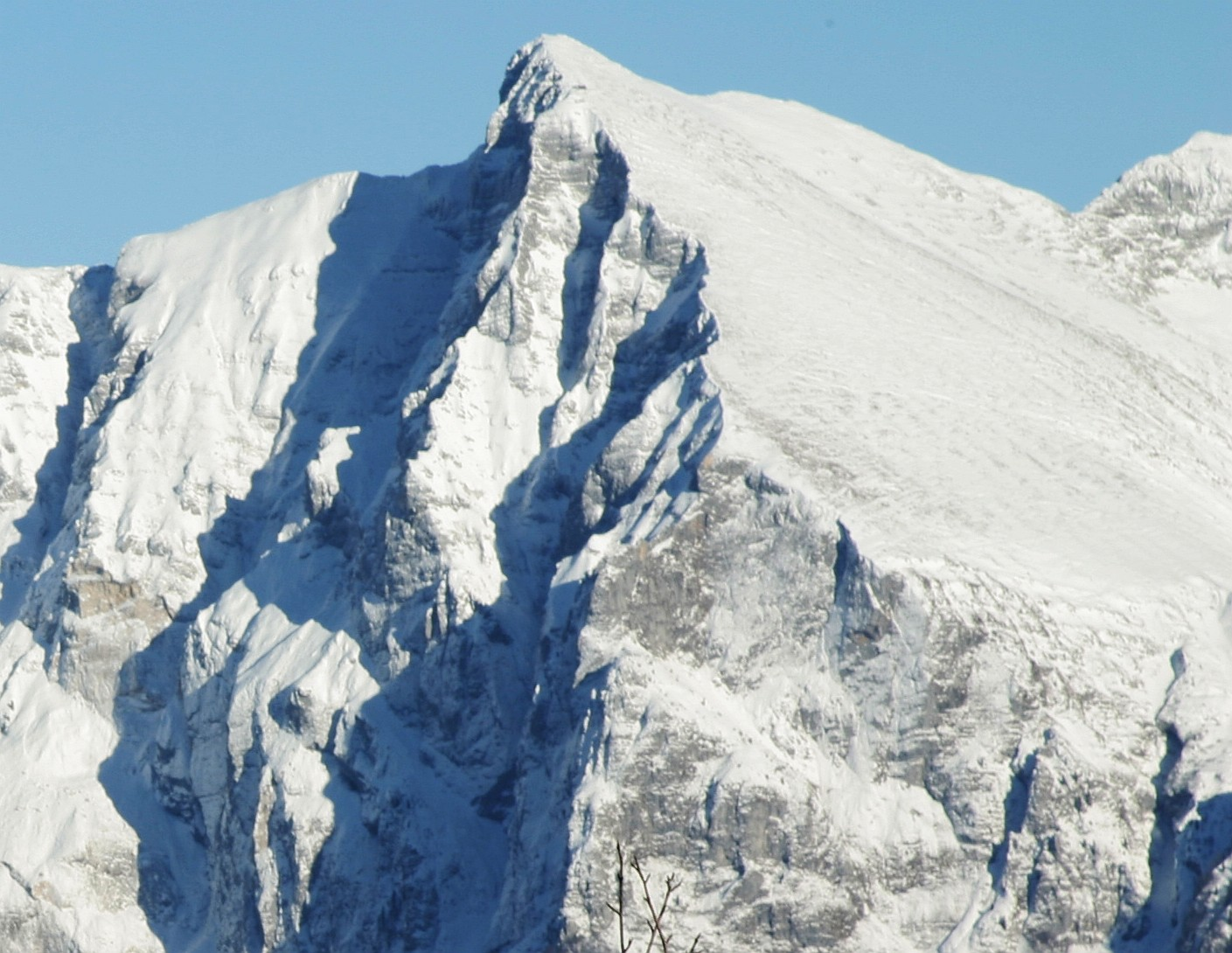
Monte Nero

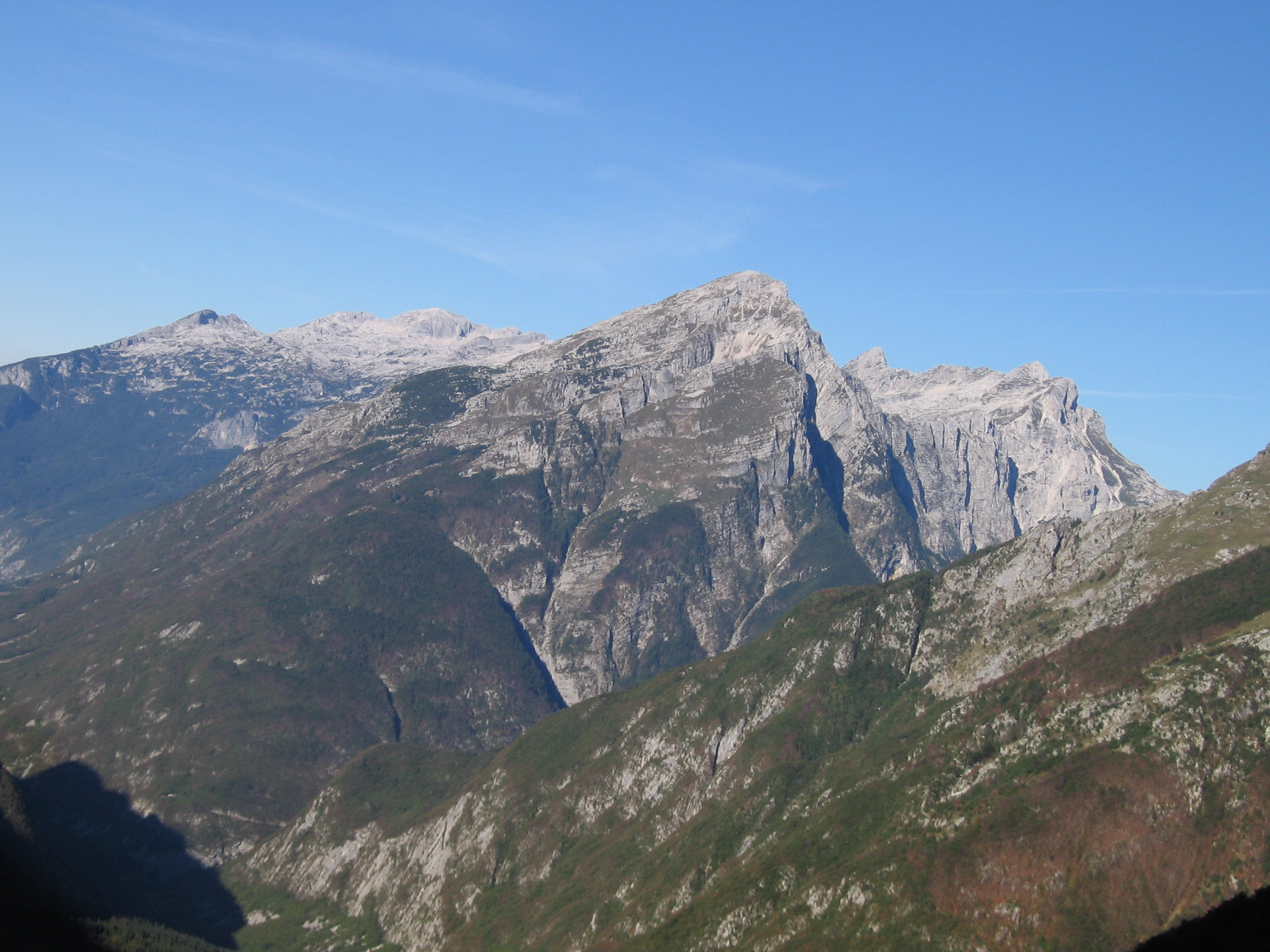
Monte Rombon

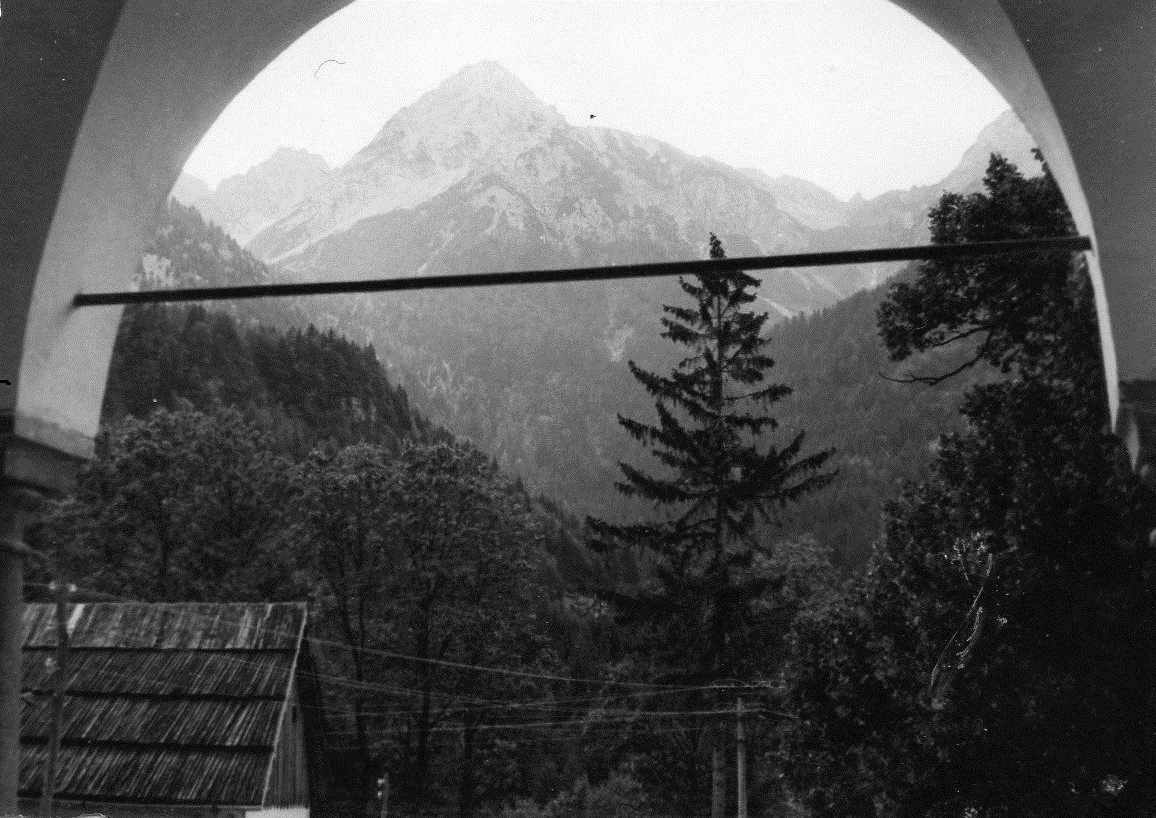
Il Jof di Miezegnot visto da Malborghetto (1960)

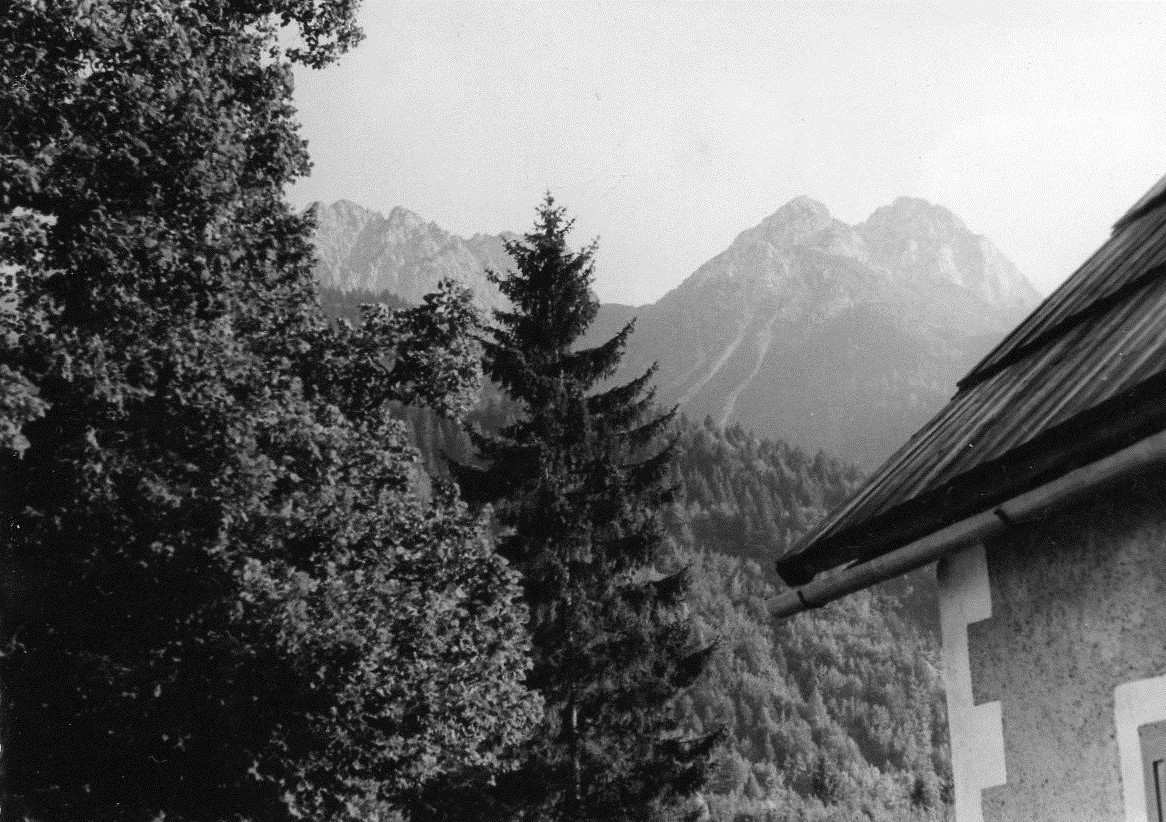
Il monte Due Pizzi visto da Malborghetto. Sulla sinistra si intravede il monte Piper (1960)

Si uniscono alle Alpi Carniche alla Sella di Camporosso, con i massicci del Monte Santo di Lussari, del Mangart, lo Jôf di Montasio, lo Jôf Fuart e il Monte Canin; dopo il Passo del Predil entrano in territorio sloveno (il lato cisalpino era italiano con provincia del Friuli fino al 1927 e la Venezia Giulia fino al 1947) dove si elevano i massicci del Monte Tricorno (in sloveno Triglav), della Škrlatica e del Monte Nero. Sulle Alpi Giulie sono presenti quattro piccoli ghiacciai (glacio nevati) sul Monte Tricorno, due sullo Jôf di Montasio e sul Monte Canin.
Secondo la convenzione della Partizione delle Alpi, e secondo i testi recenti su questa basati, le Alpi Giulie terminano al Passo di Vrata, oltre il quale inizia la catena dalle Alpi Dinariche e precisamente il gruppo montuoso Velika Kapela; anche secondo la suddivisione didattica tradizionale usata in Italia le Alpi Giulie terminano al Passo di Vrata; secondo la Suddivisione Orografica Internazionale Unificata del Sistema Alpino, invece, le Alpi Giulie terminano più a nord e dunque il Passo di Vrata ricade nel sistema montuoso dinarico e non riveste alcuna importanza particolare.
Con una geomorfologia in media più aspra e rocciosa rispetto alle vicine Alpi Carniche, le principali valli che le attraversano sono la Val Canale, la Val Raccolana, la Val Resia, la Valle della Baccia, la Val Coritenza e la Valle di Planica, la Val Trenta, la Valle del Rio Lago, la Val Saisera e la Val Dogna.

## Classificazione
Secondo la Partizione delle Alpi del 1926 le Alpi Giulie costituiscono la sezione n. 20 delle Alpi, suddivisa in:
- Alpi Giulie settentrionali
- Alto Carso
- Carso Carniolino[6].

L'AVE definisce come Alpi Giulie il 58º gruppo delle Alpi Orientali e ne indica un'estensione paragonabile alle Alpi Giulie, Prealpi Giulie e Prealpi Slovene occidentali della SOIUSA.
Secondo la Suddivisione Orografica Internazionale Unificata del Sistema Alpino (SOIUSA) le Alpi Giulie insieme alle Prealpi Giulie costituiscono una sezione delle Alpi Sud-orientali. La SOIUSA inoltre attribuisce alle Alpi Giulie la seguente classificazione:
- Grande parte = Alpi Orientali
- Grande settore = Alpi Sud-orientali
- Sezione = Alpi e Prealpi Giulie
- Sottosezione = Alpi Giulie
- Codice = II/C-34.I

## Delimitazioni
Confinano:
- a nord-est con le Caravanche (nelle Alpi di Carinzia e di Slovenia) e separate dal Passo di Radece;
- a sud-est con le Prealpi Slovene occidentali (nelle Prealpi Slovene) e separate dal Passo di Colle Pietro;
- a sud-ovest con le Prealpi Giulie (nella stessa sezione alpina) e separate dalla Sella Carnizza
- ad ovest con le Prealpi Carniche (nelle Alpi Carniche e della Gail) e separate dal Canal del Ferro;
- a nord-ovest con le Alpi Carniche (nelle Alpi Carniche e della Gail) e separate dalla Sella di Camporosso.

Ruotando in senso orario i limiti geografici sono: Sella di Camporosso, Valico di Fusine, fiume Sava Dolinka, torrente Selška Sora, Passo di Colle Pietro, Valle della Baccia, Tolmino, fiume Isonzo, torrente Uccea, Sella Carnizza, Val Resia, Canal del Ferro, Val Canale, Sella di Camporosso.

## Suddivisione
In accordo con le definizioni della SOIUSA, le Alpi Giulie si suddividono in cinque supergruppi e dodici gruppi:
- Catena Jôf Fuârt-Montasio (A)
  - Gruppo dello Jôf Fuârt (A.1)
    - Sottogruppo dello Jôf Fuârt (A.1.a)
    - Sottogruppo del Riobianco (A.1.b)

  - Gruppo del Montasio (A.2)
    - Sottogruppo del Montasio (A.2.a)
    - Sottogruppo del Monte Cimone (A.2.b)
    - Costiera Jôf di Dogna-Monte Piper-Jôf Miezegnot (A.2.c)
- Catena del Canin (B)
  - Gruppo del Canin (B.3)
    - Sottogruppo del Monte Leupa (B.3.a)
    - Sottogruppo della Cima del Lago (B.3.b)
    - Nodo del Monte Canin (B.3.c)
    - Costiera del Monte Sart (B.3.d)
    - Costiera del Monte Guarda (B.3.e)
- Catena Mangart-Jalovec (C)
  - Gruppo del Mangart (C.4)
    - Dorsale Bucher-Picco di Mezzodì (C.4.a)
    - Nodo del Mangart (C.4.b)
    - Dorsale delle Ponze (C.4.c)

  - Gruppo Jalovec-Bavški Grintavec (C.5)
    - Nodo dello Jalovec (C.5.a)
    - Dorsale della Loska stena (C.5.b)
    - Dorsale del Pelci (C.5.c)
    - Dorsale del Bavški Grintavec (C.5.d)
    - Dorsale delle Mojstrovke (C.5.e)
- Catena della Škrlatica (D)
  - Gruppo Prisank-Razor (D.6)
  - Gruppo dello Škrlatica (D.7)
    - Nodo dello Škrlatica (D.7.a)
    - Monti di Martuljek (D.7.b)
- Catena del Tricorno (E)
  - Gruppo del Tricorno (E.8)
    - Nodo del Tricorno (E.8.a)
    - Sottogruppo Lepo Spicje-Komenske gore (E.8.b)
    - Monti di Stara Fuzina (E.8.c)

  - Gruppo Pokljuka-Mežakla (E.9)
    - Monti della Pokljuka (E.9.a)
    - Costiera della Mežakla  (E.9.b)
- Catena Nero-Tolminski Kuk-Rodica (F)
  - Monti inferiori di Bohinj (F.10)
    - Dorsale Bogatin-Vogel (F.10.a)
    - Dorsale Rodica-Črna prst (F.10.b)
    - Dorsale del Možic (F.10.c)

  - Gruppo del Monte Nero (F.11)
    - Nodo del Monte Nero (F.11.a)
    - Costiera del Polovnik (F.11.b)

  - Gruppo Ratitovec-Jelovica (F.12)
    - Sottogruppo del Ratitovec (F.12.a)
    - Sottogruppo della Jelovica (F.12.b)

Per maggior completezza la SOIUSA individua nelle Alpi Giulie anche due settori: le Alpi Giulie Occidentali (o Alpi del Montasio) formate dai primi due supergruppi (Catena Jôf Fuârt-Montasio e Catena del Canin) e le Alpi Giulie Orientali formate dagli altri quattro supergruppi.

## Vette
Le principali cime sono:
- Monte Tricorno (sl. Triglav) - 2.864 m
- Jôf di Montasio (sl. Montaž)- 2.755 m
- Škrlatica - 2.740 m
- Mangart - 2.679 m
- Jôf Fuart (sl. Viš) - 2.666 m
- Visoki Rokav - 2.646 m
- Monte Gialuz (sl. Jalovec) - 2.645 m
- Veliki Oltar - 2.621 m
- Monte Razor - 2.601 m
- Dolkova špica - 2.591 m
- Monte Canin (sl. Visoki Kanin) - 2.582 m
- Kanjavec - 2.568 m
- Prisojnik - 2.547 m
- Stenar - 2.501 m
- Monte Forato (sl. Prestreljenik) - 2.498 m
- Špik - 2.472 m
- Begunjski vrh - 2.461 m
- Cmir - 2.393 m
- Monte Cimone (sl. Strma peč) - 2.379 m
- Bavški Grintavec - 2.347 m
- Monte Sart (sl. Žrd) - 2.321 m
- Tošč - 2.275 m
- Ponza Grande (sl. Visoka Ponca) - 2.274 m
- Monte Nero (sl. Krn) - 2.244 m
- Monte Rombon - 2.207 m
- Monte Rosso (sl. Batognica) - 2.163 m
- Cima del Lago (sl. Jerebica) - 2.125 m
- Jôf di Miezegnot (sl. Poldnašnja špica) - 2.087 m
- Cima del Cacciatore (sl. Kamniti lovec) - 2.071 m
- Monte Piper - 2.069 m
- Picco di Mezzodì - 2.064 m
- Monte Due Pizzi (sl. Dve špici) - 2.046 m
- Adam - 2.012 m
- Jôf di Dogna - 1.961 m
- Monte Leupa (sl. Lopa) - 1.939 m
- Monte Re (sl. Kraljevska špica) - 1.912 m
- Monte Santo di Lussari (sl. Svete Višarje) - 1.790 m
- Monte Guarda - 1.720 m

## Rifugi

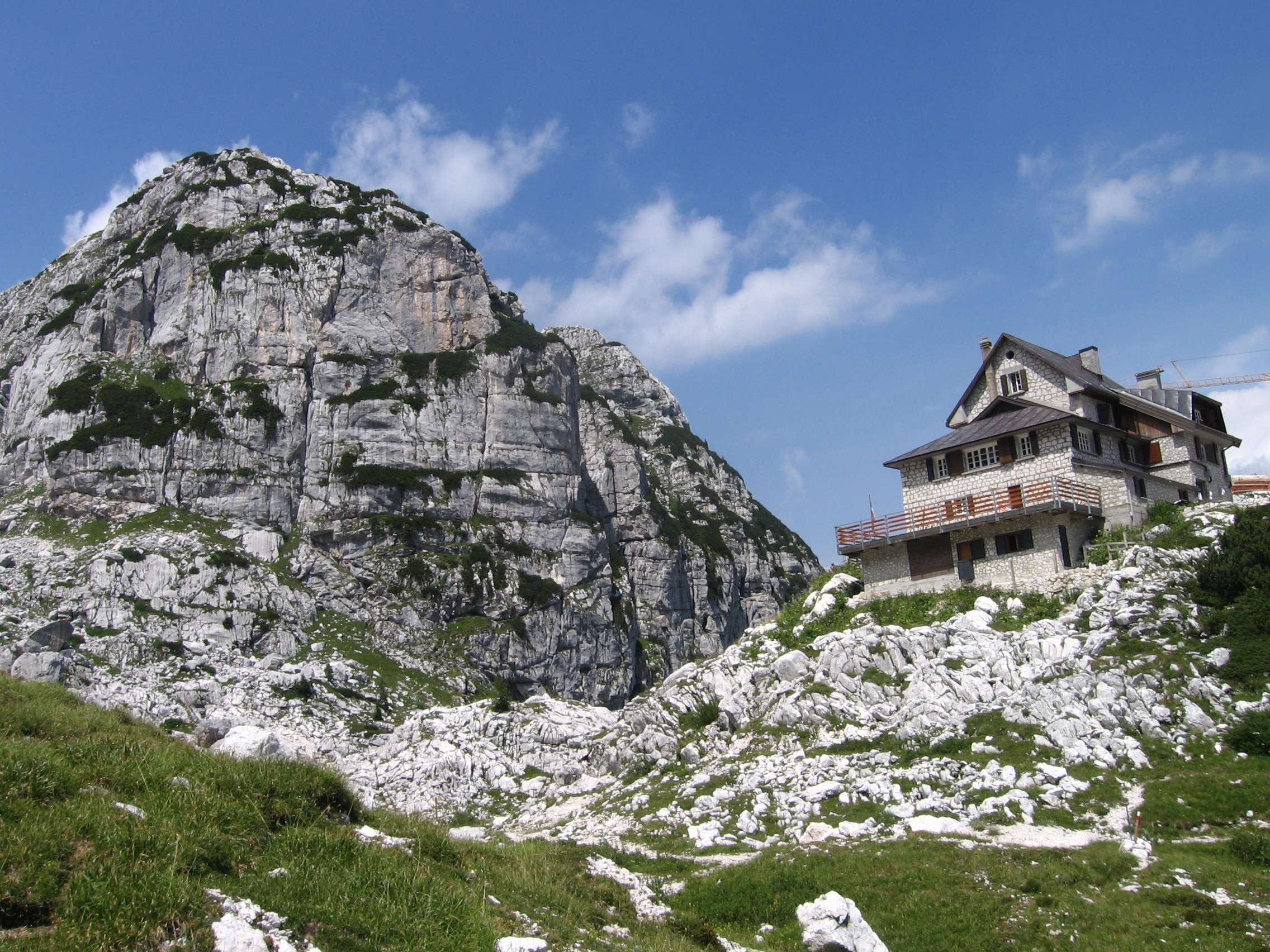
Rifugio Celso Gilberti

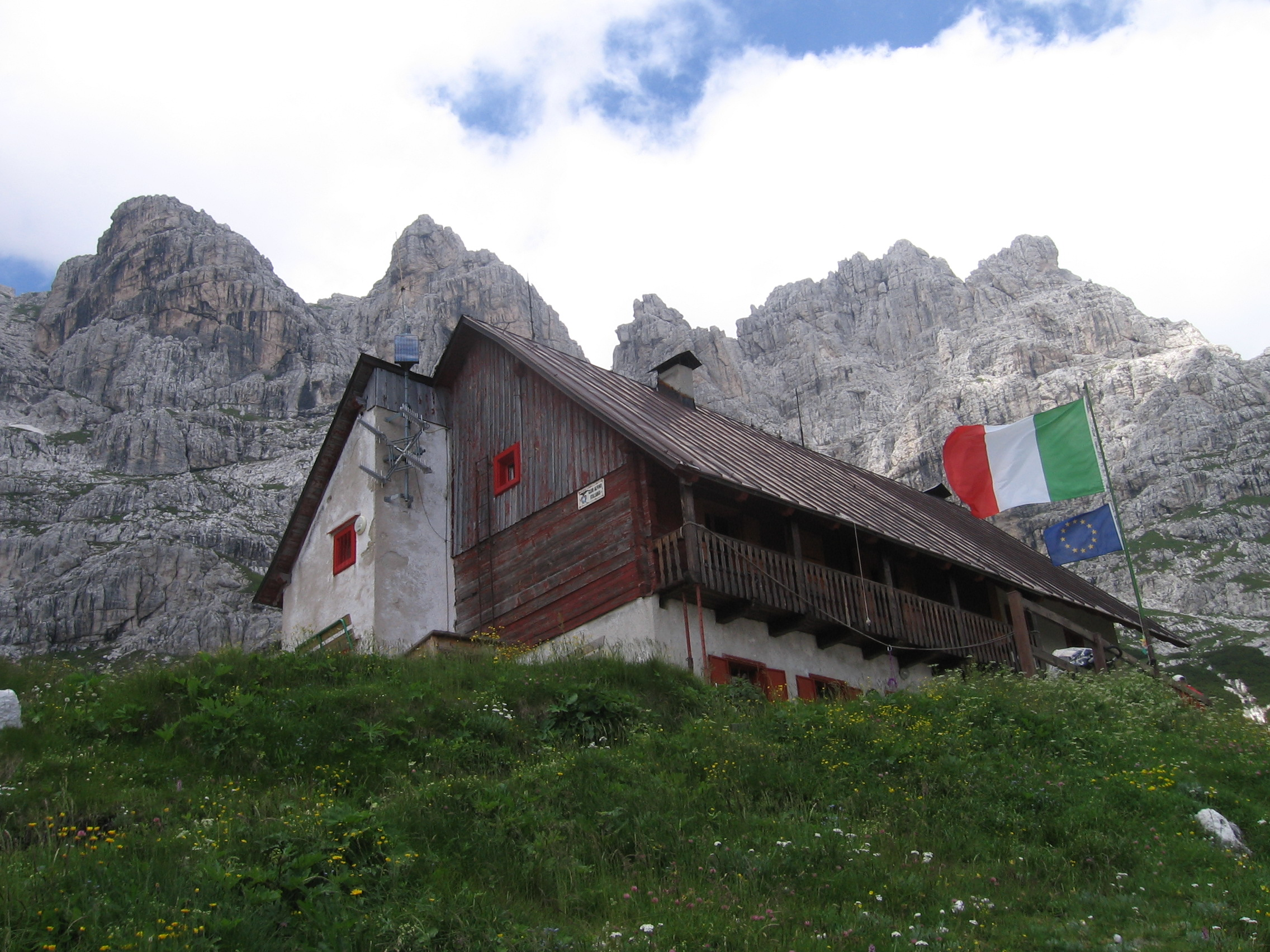
Rifugio Guido Corsi

Per favorire l'ascesa alle vette e l'escursionismo le Alpi Giulie sono dotate di diversi rifugi:
- Triglavski dom na Kredarici - 2.515 m[8]
- Dom Petra Skalarja na Kaninu - 2.260 m[9]
- Ricovero Armando Bernardinis - 1907 m[10]
- Rifugio Guido Corsi - 1.874 m
- Rifugio Celso Gilberti - 1.850 m
- Rifugio Locanda al Convento - 1.790 m
- Tičarjev dom na Vršiču - 1.620 m[11]
- Dom na Komni - 1.520 m[12]
- Rifugio Luigi Pellarini - 1.499 m
- Bivacco Olimpia Calligaris - 1.447 m - (dismesso nel 1997)[13]
- Rifugio fratelli Grego - 1.390 m
- Rifugio Luigi Zacchi - 1.380 m.